# Foreign & Colonial Investment Trust
Foreign & Colonial Investment Trust er en britisk investeringsfond.
Den blev etableret af Philip Rose, som også etablerede Royal Brompton Hospital, i 1868 som The Foreign & Colonial Government Trust: det var den første kollektive investeringsfond i verden.
Der har aktiver under forvaltning for ca. 3,7 mia. £ og har besiddelser i over 500 forskellige virksomheder i 35 lande.